# WASP-10
WASP-10 är en ensam stjärna belägen i den norra delen av stjärnbilden Pegasus. Den har en skenbar magnitud av ca 12,7 och kräver ett kraftfullt teleskop för att kunna observeras. Baserat på parallax enligt Gaia Data Release 2 på ca 7,06 mas, beräknas den befinna sig på ett avstånd på ca 462 ljusår (142 parsek) från solen. Den rör sig närmare solen med en heliocentrisk radialhastighet på ca -12 km/s.

## Egenskaper
WASP-10 är en orange till gul stjärna i huvudserien av spektralklass K5 V Den har en massa som är ca 0,71 solmassa, en radie på ca 0,78 solradie och har en effektiv temperatur av ca 4 /00 K. SuperWASP-projektet har observerat och klassificerat denna stjärna som en variabel stjärna, kanske på grund av den förmörkande planeten. Stjärnan är sannolikt äldre än solen, har endast en bråkdel av tunga element jämfört med solens överskott och roterar snabbt till följd av tidvatteneffekten som skapas av en jätteplanet i en snäv omloppsbanan.

## Planetsystem
WASP-10b är en exoplanet som upptäcktes 2008. WASP-10c är en år 2020 obekräftad exoplanet härledd från transittidsvariationer för WASP-10b:s passager. Den noterades 2010. Det finns hög sannolikhet för en annan Superjupiter-planet i vid omloppsbana (minst 5 astronomiska enheter) som rapporterats 2013.
| Planet         | Massa                | Halv storaxel (AE) | Siderisk omloppstid (d)      | Excentricitet      | Inklination | Radie          |
| -------------- | -------------------- | ------------------ | ---------------------------- | ------------------ | ----------- | -------------- |
| b              | > 3,06 +0,23−0,21 MJ | 0,0371 ± 0,0013    | 3,0927616 +0,000112−0,000182 | 0,057 +0,011−0,005 | -           | 1,08 ± 0,02 RJ |
| c (obekräftad) | 0,1 MJ               | -                  | 5,23                         | -                  | -           | -              |